# Bernieridae
Bernieridae é uma família de aves da ordem Passeriformes endêmica de Madagascar.

## Taxonomia
Tradicionalmente eram agrupados nas famílias Pycnonotidae, Timaliidae e Sylviidae pelas semelhanças ecológicas e morfológicas. Os primeiros estudos filogenéticos com esses táxons malgaxes demonstravam que se tratava de uma radiação endêmica de Madagascar. Entretanto, como os resultados foram baseados apenas em um tipo de marcador molecular (DNA mitocondrial), os autores se abstiveram de separar formalmente o clado. Outros estudos utilizando marcadores nucleares (DNA nuclear), confirmaram a existência dessa radiação malgaxe. Vários autores passaram a considerar o grupo distinto a nível familiar, com o nome de "Bernieridae", entretanto, nenhum deles nomeou formalmente a família sob as regras do Código Internacional de Nomenclatura Zoológica. Somente em 2010, o grupo foi oficializado e um gênero-tipo fo indicado.

### Gêneros
De acordo com Cibois et al. e Gill & Donsker, a família possui 8 gêneros e 10 espécies:
- Oxylabes Sharpe, 1870 (1 espécie)
- Bernieria Pucheran, 1855 (1 espécie)
- Cryptosylvicola Goodman, Langrand & Whitney, 1996 (1 espécie)
- Hartertula Stresemann, 1925 (1 espécie)
- Thamnornis Milne-Edwards & A. Grandidier, 1882 (1 espécie)
- Xanthomixis Sharpe, 1881 (4 espécies)
- Crossleyia Hartlaub, 1877 (1 espécie)
- Randia Delacour, 1931 (1 espécie)